# Ґрауже-Нові
Ґрауже-Нові (пол. Grauże Nowe) — село в Польщі, у гміні Шиплішки Сувальського повіту Підляського воєводства.
Населення — 88 осіб (2011).
У 1975-1998 роках село належало до Сувальського воєводства.

## Демографія
Демографічна структура станом на 31 березня 2011 року:
|          | Загалом | Допрацездатний вік | Працездатний вік | Постпрацездатний вік |
| -------- | ------- | ------------------ | ---------------- | -------------------- |
| Чоловіки | 41      | 10                 | 25               | 6                    |
| Жінки    | 47      | 17                 | 22               | 8                    |
| Разом    | 88      | 27                 | 47               | 14                   |